# Pauline Brice-Thézan
Pauline Brice-Thézan, född 1843, död 1893, var en haitisk liberal och politiskt aktiv.   
Hon var syster till general Broussais Brice som alltid ska ha rådfrågat henne vid viktiga beslut. Hon fängslades 1868 på order av president Salnave som gisslan på grund av broderns agerande under inbördeskriget. I fängelset fick hon kontakt med hustrun till Pierre Nord Alexis, en av de ledande rebellerna, och då hon frigavs tack vare sina kontakter lyckades hon hjälpa denna att fly ur fängelset. Salnave utfärdade en arresteringsorder, men hon sökte förklädd skydd på franska konsulatet. Hon tog sig därefter ut från Port-au-Prince förklädd. År 1879 lyckades Brice-Thézan rädda exilliberalen Boyer Bazelais familj. Den 22 september 1883 utbröt upplopp mot liberalerna och Brice-Thézan utsattes för hotelser. Hon tvingades fly till Jamaica, där hon avled. Hon var mor till Alice Garoute, en av Haitis mest framstående kvinnorättskämpar.     